# Le Chariot de Thespis
Le Chariot de Thespis est une série de bande dessinée de western française. Dessinée par Christian Rossi et écrite par Philippe Bonifay, ses quatre volumes ont été publiés de 1981 à 1987 dans des publications du groupe Glénat, qui les a ensuite repris en albums.

## Publications

### Périodiques
1. Le Chariot de Thespis, dans Gomme ! no 2-9, 1981-1982.
2. L'Indien noir, dans Circus no 65-71, 1983-1984.
3. Kathleen, dans Circus no 88-93, 1985-1986.
4. La Petite Sirène, dans Circus no 110-115, 1987.

### Albums
- Le Chariot de Thespis, Glénat :

1. Le Chariot de Thespis, 1982  (ISBN 272340319X).
2. L’Indien noir, 1984  (ISBN 2723404307).
3. Kathleen, 1986  (ISBN 2723406210).
4. La Petite Sirène, 1988  (ISBN 272340899X).

- Le Chariot de Thespis, Glénat, coll. « Les Intégrales », 2009  (ISBN 9782723469739).